# Voda (EP Any Soklič)
Voda – EP słoweńskiej piosenkarki Any Soklič, wydany 14 maja 2020 nakładem ZKP RTVS. 
Minialbum zawiera siedem różnych wersji utworu „Voda” oraz singel „Temni svet”. 

## Lista utworów
Opracowano na podstawie materiału źródłowego.
1. „Voda” (ESC 2020 – Full Version) – 3:01
2. „Voda” (Apollo Radio Remix) – 3:06
3. „Voda” (Žiga Murko Remix) – 3:22
4. „Voda” (Cinematic Version) – 3:03
5. „Voda” (EMA 2020 Version) – 2:58
6. „Voda” (ESC 2020 – Karaoke Version) – 3:00
7. „Voda” (ESC 2020 – English Version) – 3:04
8. „Temni svet” – 3:19